# Vérigny
Vérigny är en kommun i departementet Eure-et-Loir i regionen Centre-Val de Loire strax norr om centrala Frankrike. Kommunen ligger i kantonen Courville-sur-Eure som tillhör arrondissementet Chartres. År 2013 hade Vérigny 302 invånare.

## Befolkningsutveckling
Antalet invånare i kommunen Vérigny
Referens:INSEE